# 반달족
반달족(Vandals)은 동게르만족의 일파로, 오늘날 폴란드 남부 지역에서 거주했던 것으로 역사에서 처음 등장한다. 게르만족의 대이동 시기에 유럽 여기저기로 이동하였고 서기 5세기에는 스페인에 정착하였으나 곧 북아프리카로 이동하여 439년 카르타고를 점령한 후 반달 왕국을 세웠다. 한때 지중해의 질서를 주도할 정도로 세력을 확장하였고 정치사회적으로 혼란했던 로마를 455년에 침공하여 약탈하기도 했다. 그러나 534년 비잔티움 황제 유스티니아누스 1세때 북아프리카를 침공한 벨리사리우스의 로마군에 의해 멸망했다.

## 역사

### 게르만족의 대이동
반달족은 당시 거의 대부분 아리우스주의 기독교로 개종해 있었다. 406년, 반달족은 별 어려움없이 도나우강을 건너 판노니아로 밀려왔고 라인강 유역의 갈리아 북부에서 이미 로마화되어있던 프랑크족의 저항을 받았다. 2만 명의 반달족이 전투에서 죽었지만 그 해 겨울 라인강이 얼자, 반달족은 대거 라인강을 넘었고 갈리아를 남하하면서 황폐화 시키고 아키텐까지 밀려갔다. 409년 반달족은 계속 남진하여 피레네산맥을 넘어 히스파니아(지금의 에스파냐)로 들어갔다.
히스파니아에 이미 정착해 있던 로마 제국의 푀데라티 부족과 전쟁을 벌이면서 반달족은 점차 그 영역을 넓혔고 결국 알란족을 굴복시키고 정착하였다. 반달족의 족장 군데리크는 알란족의 왕의 직위를 얻었다. 히스파니아에서 정착한 반달족은 바이킹족처럼 해적으로 변신했고 북아프리카로 진출하기도 했다.

### 북아프리카반달 왕국

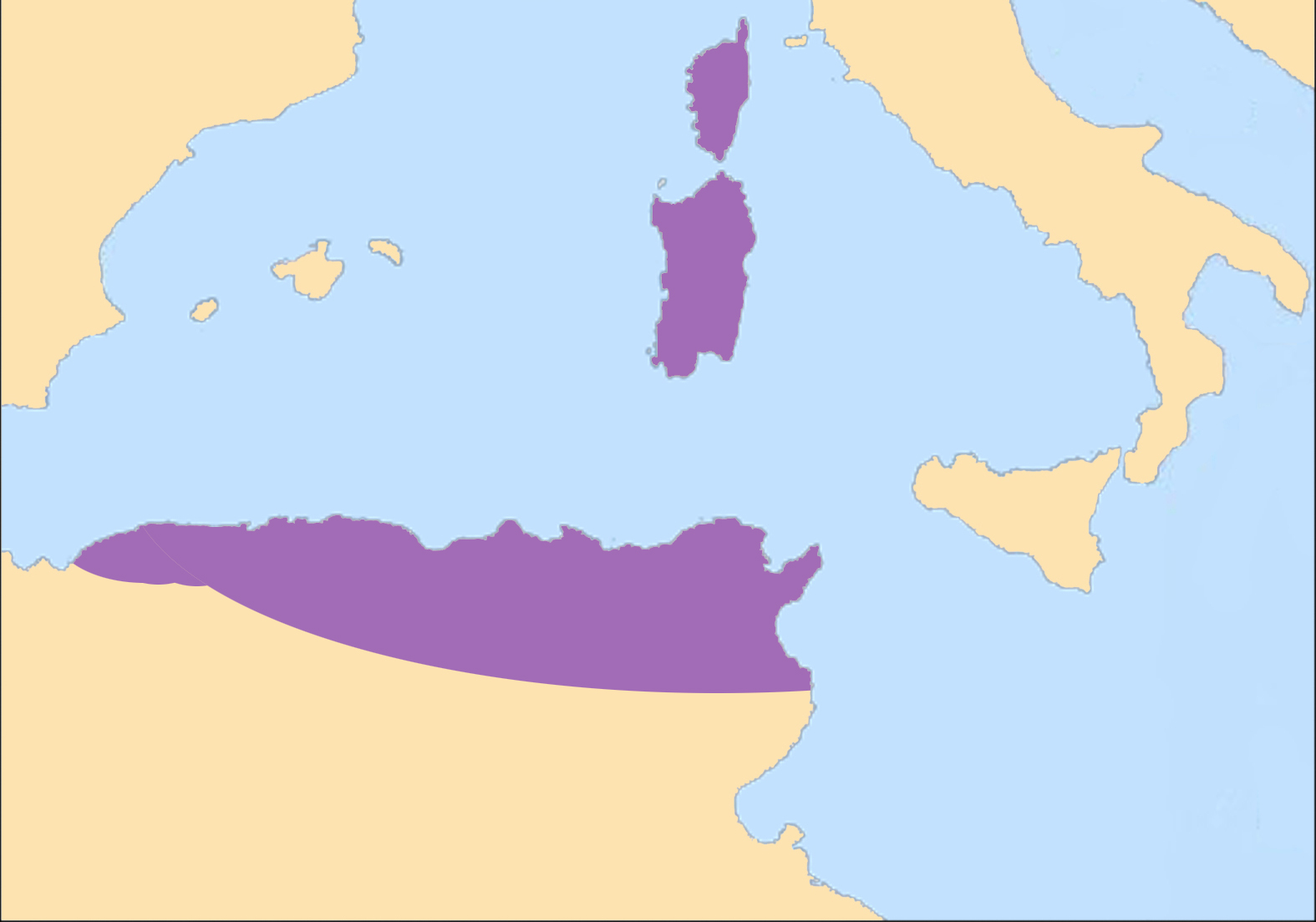
북아프리카 반달왕국

429년 군데리크의 동생이자 후계자인 가이세리크는 함대를 조직하여 약 8만명의 반달족을 이끌고 지브롤터 해협을 건너 북아프리카를 침공했다. 반달족은 북아프리카의 도시 히포 레기우스 성을 포위하고 14개월에 걸쳐 공성전을 벌였고 결국 함락시켰다. 이때 북아프리카교회의 지도자인 성 아우구스티누스 주교도 히포 레기우스 성안에서 농성을 벌이고 있었는데 아리우스파 이단자들로부터 구원해 달라고 열심히 기도했으나, 결국 함락되기 직전 성안에서 피난민들을 돌보다가 열병에 걸려 죽었다. 북아프리카에서 반달족은 435년 로마와 평화협정을 맺어 동맹을 맺었으나 가이세리크는 곧 동맹을 깨고 439년 카르타고를 수도로 반달 왕국을 세웠다. 이후 35년 동안 가이세리크의 반달 왕국은 대규모 함선을 조직하고 지중해 연안의 로마 제국 영토를 차례로 침략해 점령하였다.

### 로마 약탈 (455년)

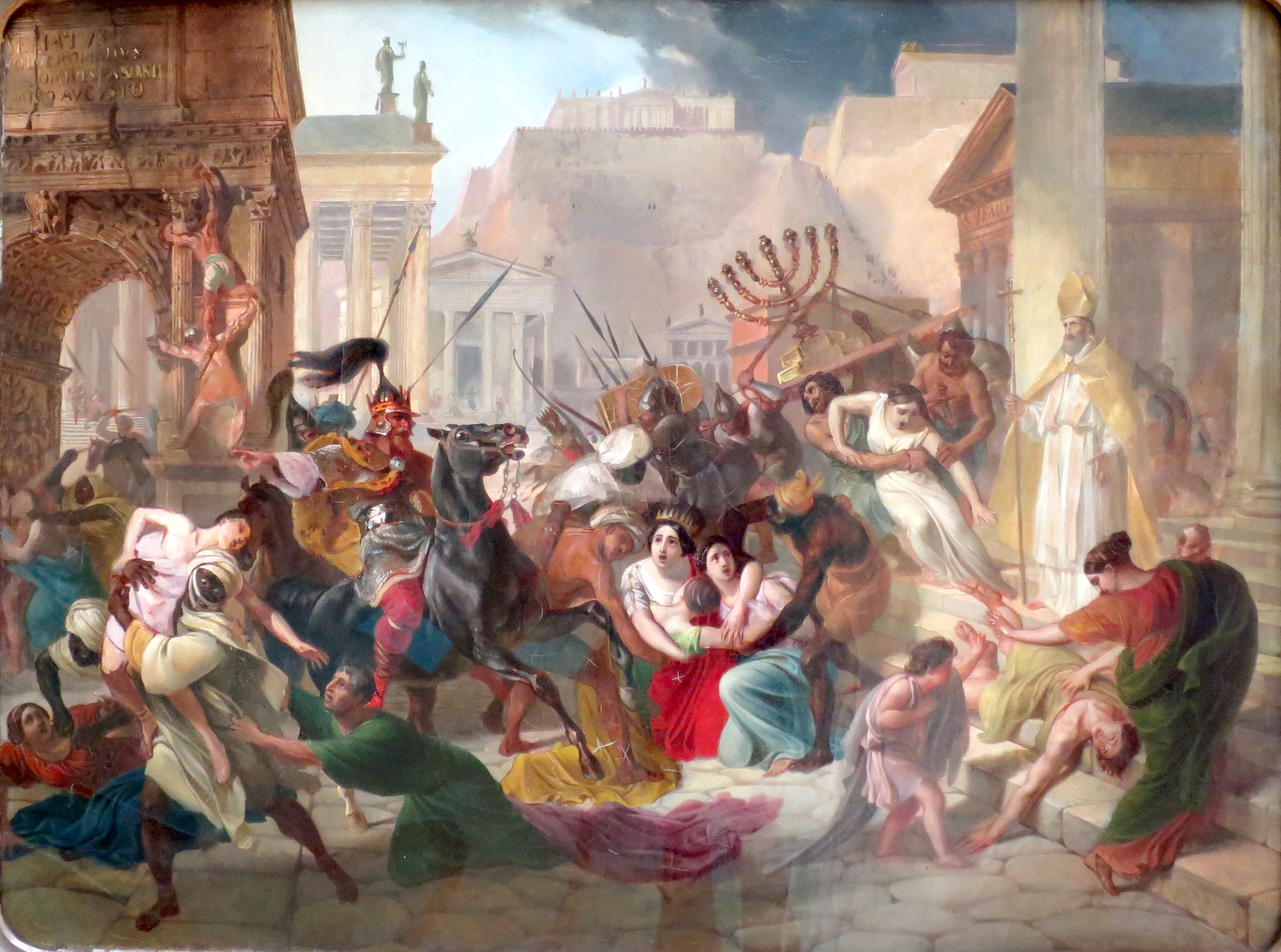
로마 약탈 (455년)

로마는 그동안 훈족의 침입에 전념하고 있었고 아틸라가 죽자 겨우 반달족에 대한 대책을 세웠다. 발렌티니아누스 3세는 자신의 딸과 가이세리크의 아들의 결혼으로 반달족을 무마하려 했으나 페트로니우스 막시무스가 발렌티니아누스를 죽이고 황제가 되자 양측의 교섭은 깨졌고 455년 반달족은 로마를 침공했다. 이 때 교황 레오 1세는 가이세리크와 담판을 벌여 로마의 약탈을 최소화하는 데 일조했다고 전해지나 확실하지는 않다. 반달족의 로마 침공은 그 자체로 로마인들에게 엄청난 충격이어서 반달리즘이라는 말이 생겨났지만 사실상 대규모 학살과 파괴행위는 이루어지지 않았고 반달족은 조직적으로 로마의 재물을 배로 실어 북아프리카로 옮겼다.

### 반달왕국의 몰락
462년까지 아프리카의 반달 왕국은 북아프리카 전역과 시칠리아, 사르데냐, 코르시카 등 지중해의 여러섬들을 지배하는 강력한 왕국으로 성장하였다. 그러나 다른 유럽의 게르만족 왕국과는 달리 그들은 피지배민족과 완전히 통합을 이루지 못하고 종교적, 인종적으로 억압했기 때문에 결국 오래가지 못하고 멸망하게 되었다. 아리우스주의자였던 반달족은 가톨릭을 억압했다.
477년 반달족의 지도자 가이세리크가 죽자 그의 아들 훈네리크가 왕위를 승계했는데 훈네리크는 치세 말기에 가톨릭 교회와 마니교를 심하게 박해했다. 반달 왕국은 가이세리크가 죽으면서부터 점차 쇠퇴하게 되었고 동고트족에게 시칠리아의 거의 대부분을 빼앗겼다. 훈네리크의 아들 힐데리크는 종교의 자유를 선포하고 가톨릭에 우호적이었고 친로마 정책을 펴서 비잔티움 제국과 평화를 이룩하였다. 그러나 533년 겔리메르가 힐데리크를 몰아내고 왕위를 찬탈하자 비잔티움 황제 유스티니아누스 1세는 반달왕국과 전쟁을 선포하고 벨리사리우스의 지휘 아래 북아프리카로 쳐들어왔다. 벨리사리우스는 반달군의 저항을 받았지만 결국 카르타고를 함락시키고 534년에는 반달왕국의 두 번째 도시인 히포 레기우스마저 정복했다. 겔리메르는 결국 비잔티움 군에게 항복했고 반달 왕국은 무너졌다. 로마는 다시 이 지역을 지배하고 가톨릭 교회를 부활시켰다.

## 반달왕국의 군주 목록
군데리크가 알라니족을 병합한 이후부터 반달족의 왕의 정식 칭호는 "반달족과 알라니족의 왕"이었다.
1. 고디기젤 (359년–407년)
2. 군데리크 (407년–428년)
3. 가이세리크 (428년–477년)
4. 훈네리크 (477년–484년)
5. 군타문트 (484년–496년)
6. 트라사문트 (496년–523년)
7. 힐데리크 (523년–530년)
8. 겔리메르 (530년–534년)

## 반달리즘
반달족은 이동하면서 해적질과 각종 약탈 및 파괴 행위를 벌였다고 잘못 알려져 있었고, 그로부터 반달리즘이란 말이 생겼다.

## 같이 보기
- 게르만족